# Marta Alaborska
Marta Alaborska (ur. 1971) – polska aktorka głównie teatralna, także filmowa i telewizyjna. Od 1994 roku jest aktorką Teatru Polskiego w Warszawie. Popularność przyniosła jej rola świetliczanki Zosi w Klanie.

## Role teatralne (wybór)
- 1994 – Wyzwolenie jako Harfiarka
- 1994 – Zagraj to jeszcze raz jako Barbara (reż. Adam Hanuszkiewicz)
- 1994 – Przebudzenie wiosny jako Ilza (reż. Szczepan Szczykno)
- 1995 – Nieporozumienie jako Maria (reż. Adam Orzechowski)
- 1995 – Perykles jako Maryna (reż. Maciej Prus, Teatr Telewizji)
- 1996 – Kram z piosenkami (reż. Barbara Fijewska)
- 1996 – Indyk jako Laura (reż. Jan Bratkowski)
- 1996 – Pastorałka jako Anioł (reż. Jarosław Kilian)
- 1997 – Mąż i żona jako Elwira (reż. Andrzej Łapicki)
- 1998 – Sen nocy letniej jako Gorczyczka (reż. J. Kilian)
- 1999 – Aktor Minetti jako Czerwony Kapturek (reż. Renard Gilles)
- 2001 – Pułapka na myszy jako panna Casewell (reż. J. Bratkowski)
- 2002 – Przygody Sindbada Żeglarza jako żona króla; ludożerca (reż. J. Kilian)
- 2003 – Burza jako Nimfa (reż. J. Kilian)
- 2003 – Sen nocy letniej jako Ciemka (reż. J. Kilian)
- 2004 – Balladyna jako Gość na balu (reż. J. Kilian)
- 2005 – Odyseja jako Kalipso, Kobieta Kirke (reż. J. Kilian)
- 2008 – Zemsta jako Wieśniaczka (reż. J. Kilian)
- 2024 – Dom otwarty jako Munia (reż. Krystyna Janda)[1]

## Filmografia
- 1997–2014: Klan – jako nauczycielka Zofia Kozak
- 2002–2010: Samo życie – jako lekarz
- 2003–2013: Na Wspólnej – jako nauczycielka Rafała
- 2005: M jak miłość – jako pielęgniarka (odc. 308)
- 2006: Plebania – jako kobieta (odc. 730 i 775)
- 2010–2011: Ojciec Mateusz – jako dyrektorka szkoły (odc. 45, 58 i 90)
- 2011: Rezydencja – jako mama Kacpra
- 2011: Na dobre i na złe – jako Daria Zalewska (odc. 463)
- 2011: Czas honoru – jako Jadwiga Charewicz
- 2012: Miłość – jako żona lekarza
- 2013: Przyjaciółki – jako farmaceutka (odc. 17)
- 2013: To nie koniec świata – jako Magda, matka Kajtka (odc. 5, 6 i 9)
- 2013: Barwy szczęścia – jako wizytatorka Wiktoria Kazej (odc. 915 i 987)
- 2014: Prawo Agaty – jako kierowniczka Rodzinnego Ośrodka Diagnostyczno-Konsultacyjnego (odc. 58)
- 2014: Komisarz Alex – jako żona Niedźwiedzkiego (odc. 75)
- 2017: Szpital dziecięcy – jako Barbara (odc. 20)

## Nagrody
- 1994 – nagroda Radia Łódź S.A. za rolę Harfiarki w Wyzwoleniu Stanisława Wyspiańskiego na XII Ogólnopolskim Przeglądzie Spektakli Dyplomowych Szkół Teatralnych w Łodzi

## Informacje dodatkowe
- Aktorka ma 175 cm wzrostu.